# Magne Licini Cras
Magne Licini Cras (en llatí Magnus Licinius Crassus) va ser un dels fills de Marc Licini Cras Frugi (cònsol l'any 27) i Escribònia. Va viure al segle I.
Tàcit explica que era germà de Gneu Pompeu Magne (mort per ordre de Claudi), Marc Licini Cras (mort per orde de Neró) i Licini Cras Escribonià, al que Antoni Prim va oferir l'imperi però que aquest va refusar.
Magne va escriure diversos tractats sobre necromància, cosa que el va portar a ser executat en temps de l'emperador Claudi. Lucil·li el cita en un epigrama. Alguns autors pensen que aquests tractats de necromància haurien estat escrits molt posteriorment per Magne de Nísibis, un conegut iatrosofista (metge higienista) que va ensenyar medicina a Alexandria cap al segle iv, al que cita Libani en un dels seus escrits.